# 达克斯欣拉贾达尔普尔
达克斯欣拉贾达尔普尔（Dakshin Rajyadharpur），是印度西孟加拉邦Hugli县的一个城镇。总人口9303（2001年）。

## 人口
该地2001年总人口9303人，其中男性4805人，女性4498人；0—6岁人口912人，其中男465人，女447人；识字率76.65%，其中男性为81.39%，女性为71.59%。